# Empoli Football Club 2003-2004
Questa voce raccoglie le informazioni riguardanti l'Empoli Football Club nelle competizioni ufficiali della stagione 2003-2004.

## Stagione
Per la stagione 2003-04 l'Empoli passò da un Baldini all'altro, con Daniele che sostituì Silvio. Una curiosa vicenda di calciomercato riguardò i toscani: dopo appena tre giornate di campionato, in cui l'Empoli aveva subito ben 10 gol di 5 contro la Juventus e 4 contro il Siena, la società decise di ingaggiare come nuovo portiere Claudio Taffarel, in quel momento svincolato. Mentre stava raggiungendo Empoli per effettuare il primo allenamento con il nuovo clib, la vettura del brasiliano ebbe un guasto meccanico: Taffarel, uomo molto religioso, interpretò questo episodio come un segno divino e decise non solo di non firmare con gli azzurri ma anche di ritirarsi dal mondo del calcio giocato.
Un avvio di campionato senza vittorie portò, dopo 6 giornate, all'esonero ed al conseguente arrivo di Perotti. La situazione non migliorò: alla penultima giornata la sconfitta con l'Ancona, per altro già condannata in anticipo alla retrocessione, complicò i piani. Nell'ultimo incontro, i toscani ospitarono un'Inter in corsa per il quarto posto: le altre partite determinanti per la salvezza erano Lazio-Modena e Perugia-Ancona. Al 18' gli azzurri passarono in vantaggio con Lucchini: al 31' Vannucchi centrò un palo, mancando il possibile 2-0. La reazione nerazzurra produsse il pari allo scadere del primo tempo, con Adriano a segno di testa sugli sviluppi di una punizione.
Il parziale di 1-1 avrebbe portato l'Empoli allo spareggio (con la sesta di B), in virtù del successo laziale sui canarini e dello 0-0 tra umbri e dorici. Nella ripresa l'Inter passò tuttavia in vantaggio, con un gol del neoentrato Recoba: il 3-1 fu ancora opera di Adriano, al culmine di un'azione personale. Soltanto nel finale, i padroni di casa accorciarono le distanze con Rocchi: le proteste dei toscani per un possibile rigore (per un intervento di Stanković su Vannucchi in area) non fischiato calarono il sipario sul campionato, terminato con la retrocessione anche per la vittoria del Perugia sull'Ancona che mandò gli umbri a disputare lo spareggio.

## Rosa
| N. |                      | Ruolo | Calciatore          |
| -- | -------------------- | ----- | ------------------- |
| 1  | Italia (bandiera)    | P     | Luca Bucci          |
| 2  | Italia (bandiera)    | D     | Andrea Cupi         |
| 3  | Brasile (bandiera)   | D     | Emílson Cribari     |
| 4  | Italia (bandiera)    | C     | Paolo Zanetti       |
| 5  | Italia (bandiera)    | D     | Francesco Pratali   |
| 6  | Italia (bandiera)    | D     | Alessandro Agostini |
| 7  | Italia (bandiera)    | D     | Manuel Belleri      |
| 8  | Ghana (bandiera)     | A     | Ibrahim Abdul Razak |
| 9  | Italia (bandiera)    | A     | Antonio Di Natale   |
| 10 | Italia (bandiera)    | A     | Francesco Tavano    |
| 11 | Italia (bandiera)    | A     | Mirco Gasparetto    |
| 12 | Italia (bandiera)    | P     | Mario Cassano       |
| 13 | Australia (bandiera) | C     | Vincenzo Grella     |
| 14 | Australia (bandiera) | C     | Frank Lagana        |
| 15 | Italia (bandiera)    | P     | Riccardo Mengoni    |
| 16 | Italia (bandiera)    | A     | Vincenzo Pellecchia |
| 17 | Italia (bandiera)    | C     | Pasquale Foggia     |
| 18 | Italia (bandiera)    | C     | Francesco Lodi      |

| N. |                   | Ruolo | Calciatore              |
| -- | ----------------- | ----- | ----------------------- |
| 19 | Italia (bandiera) | D     | Andrea Coda             |
| 20 | Italia (bandiera) | C     | Flavio Giampieretti     |
| 21 | Italia (bandiera) | D     | Riccardo Bonetto        |
| 22 | Italia (bandiera) | A     | Tommaso Rocchi          |
| 23 | Italia (bandiera) | P     | Daniele Balli           |
| 24 | Italia (bandiera) | C     | Damiano Mitra           |
| 25 | Italia (bandiera) | D     | Stefano Lucchini        |
| 27 | Italia (bandiera) | C     | Fabrizio Ficini         |
| 28 | Italia (bandiera) | D     | Maurizio Lanzaro        |
| 29 | Italia (bandiera) | A     | Marco Carparelli        |
| 30 | Italia (bandiera) | P     | Vincenzo Melillo        |
| 31 | Cile (bandiera)   | D     | Jorge Vargas            |
| 35 | Italia (bandiera) | C     | Antonio Buscè           |
| 36 | Italia (bandiera) | D     | Federico Vettori        |
| 77 | Italia (bandiera) | C     | Ighli Vannucchi         |
| 81 | Italia (bandiera) | A     | Massimiliano Cappellini |
|    | Italia (bandiera) | D     | Roberto Mirri           |

## Risultati

### Serie A

#### Girone di andata
| Arbitro: | Pellegrino (Barcellona Pozzo di Gotto) |

|                                                          |           |               |
| Del Piero 16’, 51’ Trezeguet 61’, 74’ Di Vaio 85’ (rig.) | Marcatori | 88’ Di Natale |

| Arbitro: | Dondarini (Finale Emilia) |

|               |           |            |
| Di Natale 40’ | Marcatori | 27’ Mozart |

| Arbitro: | De Santis (Tivoli) |

|                                              |           |  |
| Chiesa 25’ (rig.), 45+4’ (rig.), 62’ Flo 67’ | Marcatori |  |

| Arbitro: | Gabriele (Frosinone) |

|                          |           |                         |
| Di Natale 74’ Tavano 77’ | Marcatori | 38’ Stanković 87’ Fiore |

| Arbitro: | Rodomonti (Teramo) |

|  |           |                                            |
|  | Marcatori | 54’ Cevoli 68’ Ungari 75’ (rig.) Milanetto |

| Arbitro: | Morganti (Ascoli Piceno) |

|                          |           |  |
| Sensini 31’ Iaquinta 34’ | Marcatori |  |

| Arbitro: | Ayroldi (Molfetta) |

|  |           |            |
|  | Marcatori | 60’ Amauri |

| Arbitro: | Rosetti (Torino) |

|                          |           |            |
| Chevantón 2’ (rig.), 43’ | Marcatori | 60’ Rocchi |

| Arbitro: | Dondarini (Finale Emilia) |

|                      |           |  |
| Bazzani 22’ Doni 27’ | Marcatori |  |

| Arbitro: | Bertini (Arezzo) |

|              |           |  |
| Foggia 90+1’ | Marcatori |  |

| Arbitro: | Paparesta (Bari) |

|            |           |           |
| Vryzas 40’ | Marcatori | 3’ Rocchi |

| Arbitro: | Racalbuto (Gallarate) |

|  |           |          |
|  | Marcatori | 81’ Kaká |

| Arbitro: | Palanca (Roma 1) |

|                         |           |  |
| Mauri 15’ Di Biagio 20’ | Marcatori |  |

| Arbitro: | Pieri (Lucca) |

|  |           |                         |
|  | Marcatori | 23’ (rig.), 45+1’ Totti |

| Arbitro: | Rosetti (Torino) |

|                          |           |               |
| Bellucci 33’ Pecchia 75’ | Marcatori | 19’ Di Natale |

| Arbitro: | Farina (Novi Ligure) |

|                             |           |  |
| Di Natale 47’ Vannucchi 50’ | Marcatori |  |

| Arbitro: | Paparesta (Bari) |

|  |           |              |
|  | Marcatori | 90+1’ Rocchi |

#### Girone di ritorno
| Arbitro: | De Santis (Tivoli) |

|                      |           |                         |
| Rocchi 21’, 55’, 62’ | Marcatori | 30’, 50’, 75’ Trezeguet |

| Arbitro: | Bertini (Arezzo) |

|                                        |           |  |
| Cozza 51’ (rig.) Di Michele 89’ (rig.) | Marcatori |  |

| Arbitro: | Messina (Bergamo) |

|            |           |  |
| Rocchi 69’ | Marcatori |  |

| Arbitro: | Racalbuto (Gallarate) |

|                               |           |  |
| Couto 5’ Zauri 45+2’ Stam 71’ | Marcatori |  |

| Arbitro: | Saccani (Mantova) |

|             |           |            |
| Amoruso 38’ | Marcatori | 51’ Rocchi |

| Arbitro: | Messina (Bergamo) |

|                       |           |  |
| Buscè 22’ Cribari 41’ | Marcatori |  |

| Verona 7 marzo 2004, ore 15:00 CET 24ª giornata | Chievo                                 | 0 – 0 referto | Empoli | Stadio Marcantonio Bentegodi (9.080 spett.)\| Arbitro: \| Pellegrino (Barcellona Pozzo di Gotto) \| |
| Arbitro:                                        | Pellegrino (Barcellona Pozzo di Gotto) |               |        | |

| Empoli 13 marzo 2004, ore 20:30 CET 25ª giornata | Empoli            | 0 – 0 referto | Lecce | Stadio Carlo Castellani (5.606 spett.)\| Arbitro: \| Messina (Bergamo) \| |
| Arbitro:                                         | Messina (Bergamo) |               |       |                                                                           |

| Arbitro: | Collina (Viareggio) |

|              |           |                    |
| Rocchi 90+3’ | Marcatori | 18’ (aut.) Belleri |

| Arbitro: | Rizzoli (Bologna) |

|                                                    |           |  |
| Barone 37’ Gilardino 60’ (rig.), 63’ Bresciano 79’ | Marcatori |  |

| Arbitro: | Paparesta (Bari) |

|            |           |  |
| Rocchi 64’ | Marcatori |  |

| Arbitro: | Paparesta (Bari) |

|                  |           |  |
| Pirlo 86’ (rig.) | Marcatori |  |

| Arbitro: | Rodomonti (Teramo) |

|                |           |                   |
| Gasparetto 78’ | Marcatori | 38’ (aut.) Ficini |

| Arbitro: | Racalbuto (Gallarate) |

|                          |           |  |
| Totti 41’, 89’ Carew 65’ | Marcatori |  |

| Arbitro: | Tombolini (Ancona) |

|                           |           |  |
| Belleri 40’ Vannucchi 74’ | Marcatori |  |

| Arbitro: | Saccani (Mantova) |

|                                 |           |               |
| Milanese 19’ Sommese 73’ (rig.) | Marcatori | 68’ Vannucchi |

| Arbitro: | Farina (Novi Ligure) |

|                         |           |                               |
| Lucchini 18’ Rocchi 84’ | Marcatori | 45+1’, 69’ Adriano 65’ Recoba |

### Coppa Italia

#### Secondo turno
| Arbitro: | De Marco (Chiavari) |

|                         |           |  |
| Fantini 55’ Islas 90+3’ | Marcatori |  |

| Arbitro: | Dondarini (Finale Emilia) |

|               |           |           |
| Di Natale 81’ | Marcatori | 9’ Turato |

## Statistiche

### Statistiche di squadra
| Competizione | Punti | In casa | In casa | In casa | In casa | In casa | In casa | In trasferta | In trasferta | In trasferta | In trasferta | In trasferta | In trasferta | Totale | Totale | Totale | Totale | Totale | Totale | DR  |
| Competizione | Punti | G       | V       | N       | P       | Gf      | Gs      | G            | V            | N            | P            | Gf           | Gs           | G      | V      | N      | P      | Gf     | Gs     | DR  |
| ------------ | ----- | ------- | ------- | ------- | ------- | ------- | ------- | ------------ | ------------ | ------------ | ------------ | ------------ | ------------ | ------ | ------ | ------ | ------ | ------ | ------ | --- |
| Serie A      | 30    | 17      | 6       | 6       | 5       | 19      | 18      | 17           | 1            | 3            | 13           | 7            | 36           | 34     | 7      | 9      | 18     | 26     | 54     | -28 |
| Coppa Italia |       | 1       | 0       | 1       | 0       | 1       | 1       | 1            | 0            | 0            | 1            | 0            | 2            | 2      | 0      | 1      | 1      | 1      | 3      | -2  |
| Totale       |       | 18      | 6       | 7       | 5       | 20      | 19      | 18           | 1            | 3            | 14           | 7            | 38           | 36     | 7      | 10     | 19     | 27     | 57     | -30 |

### Andamento in campionato
| Giornata  | 1  | 2  | 3  | 4  | 5  | 6  | 7  | 8  | 9  | 10 | 11 | 12 | 13 | 14 | 15 | 16 | 17 | 18 | 19 | 20 | 21 | 22 | 23 | 24 | 25 | 26 | 27 | 28 | 29 | 30 | 31 | 32 | 33 | 34 |
| --------- | -- | -- | -- | -- | -- | -- | -- | -- | -- | -- | -- | -- | -- | -- | -- | -- | -- | -- | -- | -- | -- | -- | -- | -- | -- | -- | -- | -- | -- | -- | -- | -- | -- | -- |
| Luogo     | T  | C  | T  | C  | C  | T  | C  | T  | T  | C  | T  | C  | T  | C  | T  | C  | T  | C  | T  | C  | T  | T  | C  | T  | C  | C  | T  | C  | T  | C  | T  | C  | T  | C  |
| Risultato | P  | N  | P  | N  | P  | P  | P  | P  | P  | V  | N  | P  | P  | P  | P  | V  | V  | N  | P  | V  | P  | N  | V  | N  | N  | N  | P  | V  | P  | N  | P  | V  | P  | P  |
| Posizione | 18 | 15 | 18 | 17 | 17 | 17 | 18 | 18 | 18 | 17 | 17 | 17 | 17 | 17 | 17 | 17 | 16 | 15 | 16 | 16 | 16 | 16 | 16 | 16 | 16 | 16 | 16 | 16 | 16 | 16 | 16 | 16 | 16 | 17 |

Legenda:

Luogo: C = Casa; T = Trasferta. Risultato: V = Vittoria; N = Pareggio; P = Sconfitta.